# Burgstall Altes Haus (Pommelsbrunn)

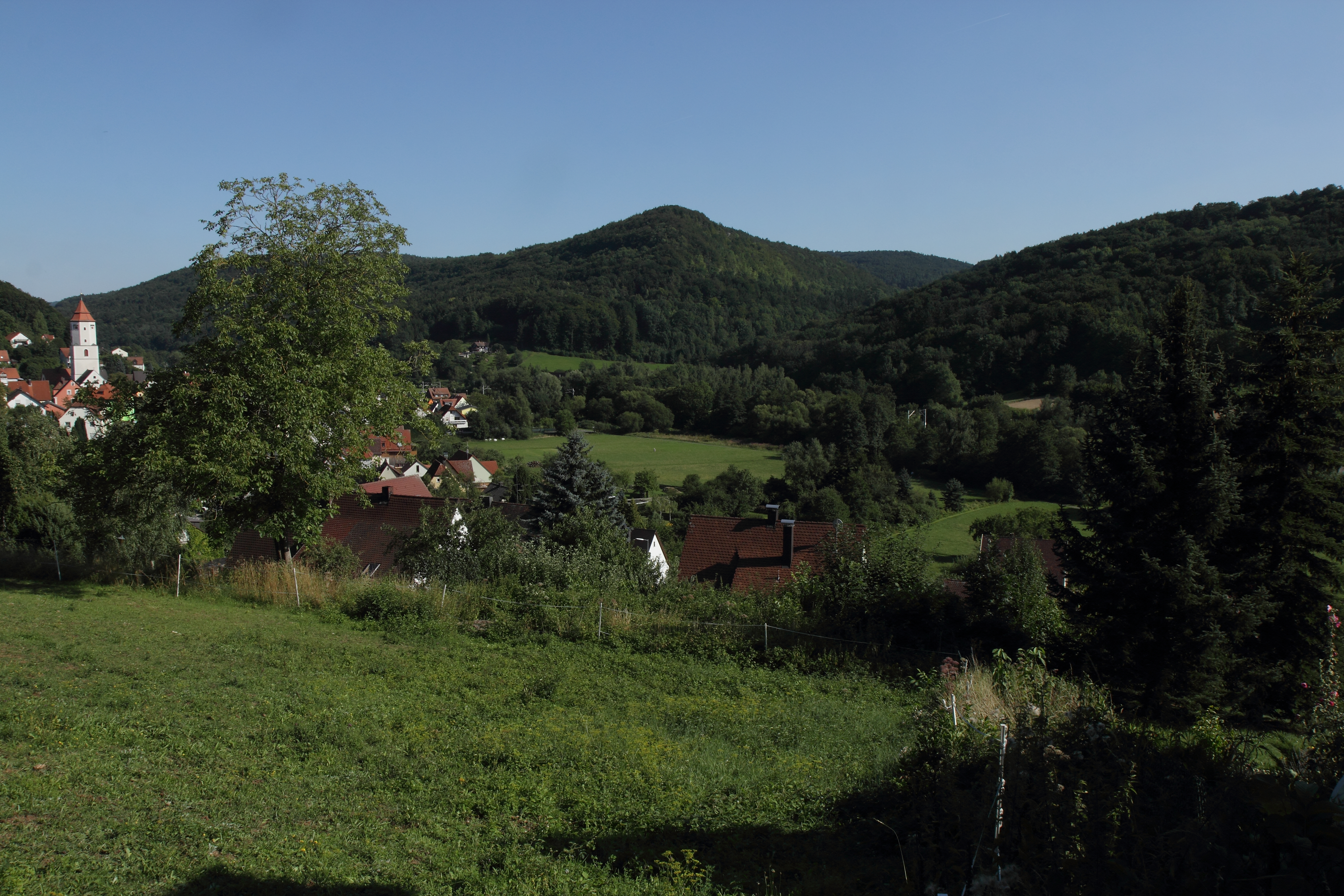
Ansicht der Mühlkoppe vom Ort Pommelsbrunn aus

Der Burgstall Altes Haus ist eine abgegangene vermutlich hochmittelalterliche Adelsburg unbekannter ständischer Zuordnung, die südlich des Pfarrdorfes Pommelsbrunn im mittelfränkischen Landkreis Nürnberger Land in Bayern, Deutschland auf einer Spornkuppe stand. Von der Burg haben sich nur sehr wenige Bodenspuren erhalten, der Burgfelsen dient heute als Aussichtspunkt.

## Geographische Lage
Der Burgstall der Spornburg liegt etwa 900 Meter südsüdöstlich der Kirche in Pommelsbrunn auf der Spornkuppe der 532,9 m ü. NHN hohen Mühlkoppe, dem Nordnordwestausläufer des 558,5 m ü. NHN hohen Laubergs. Etwa 175 Meter oberhalb der Mündung des Arzloher Talbachs in den Högenbach springt die Mühlkoppe nach Nordwesten aus der Hochfläche hervor und bildet einen Bergsporn, der zur Anlage der Burg benutzt wurde.
In der Nähe befinden sich noch einige weitere ehemalige mittelalterliche Burgen, über Pommelsbrunn stand die Burg Lichtenstein, heute nur noch eine Ruine. 
In nördlicher Richtung liegt der Turmhügel Purkstal, der Rest einer Turmhügelburg, nordöstlich über dem Dorf Oed der Burgstall Breitenthal, der auch als „Turm im Weidenthal“ bezeichnet wird und in östlicher Richtung liegt die Burgruine Lichtenegg, ein markanter Aussichtspunkt.
Nicht weit entfernt in südwestlicher Richtung liegt die ehemals bedeutende Burg Reicheneck, jetzt eine Ruine über dem Happurger See, beim westlich gelegenen Pfarrdorf Happurg die Burgställe Hacburg und Hundsdruck, und südlich ein unbekannter Burgstall auf dem Vogelfels.

## Geschichte der Burg
Es gibt über die Burg keinerlei geschichtliche Nachrichten, sie wird durch Keramikfunde dem späten 13. oder dem frühen 14. Jahrhundert zugeschrieben. 1331 wurde das Alte Haus erstmals in einem Lehnbuch erwähnt, ob die Burg damals noch existierte, ist unbekannt.
Die Burg könnte eine Schutzfunktion für die daneben befindliche wichtige Altstraße gehabt haben.
Eine wissenschaftlich fundierte Untersuchung fand bisher (2009) noch nicht statt.  
Der Kartograph Paul Pfinzing sah 1594 noch deutliche Ruinenreste, er bezeichnete die Stelle in seinem Atlas mit „alt schlos“. Auf seiner Darstellung sind zwei Türme der Ruine deutlich sichtbar. 
In der Gelegenhait der landschaft mitsampt den furthen und helten darinnen, einer Geländeerkundung der Reichsstadt Nürnberg vor dem Landshuter Erbfolgekrieg von 1504/05, in der strategisch bedeutsame Orte aufgelistet wurden, wird das Alte Haus allerdings nicht erwähnt.
Der Weiler Althaus, südlich der Burg gelegen, kann nicht mit der Burg in Zusammenhang gebracht werden, da er erst seit dem 19. Jahrhundert existiert.
Da außerhalb der mittelalterlichen Burganlage noch weitere Wälle zu finden sind, wird vermutet, dass die Burg im Bereich einer vorgeschichtlichen Wallanlage erbaut wurde.
Heute ist die Stelle der abgegangenen Burg dicht mit Wald bedeckt, erhalten haben sich nur einige Wälle und ein Graben. Der frei zugängliche Burgstall ist über einen Wanderweg von Pommelsbrunn aus über die Nordflanke der Mühlkoppe zu erreichen.
Das vom Bayerischen Landesamt für Denkmalpflege als „mittelalterlicher Burgstall“ erfasste Bodendenkmal trägt heute die Denkmalnummer D-5-6535-0011.

## Beschreibung des Burgstalls

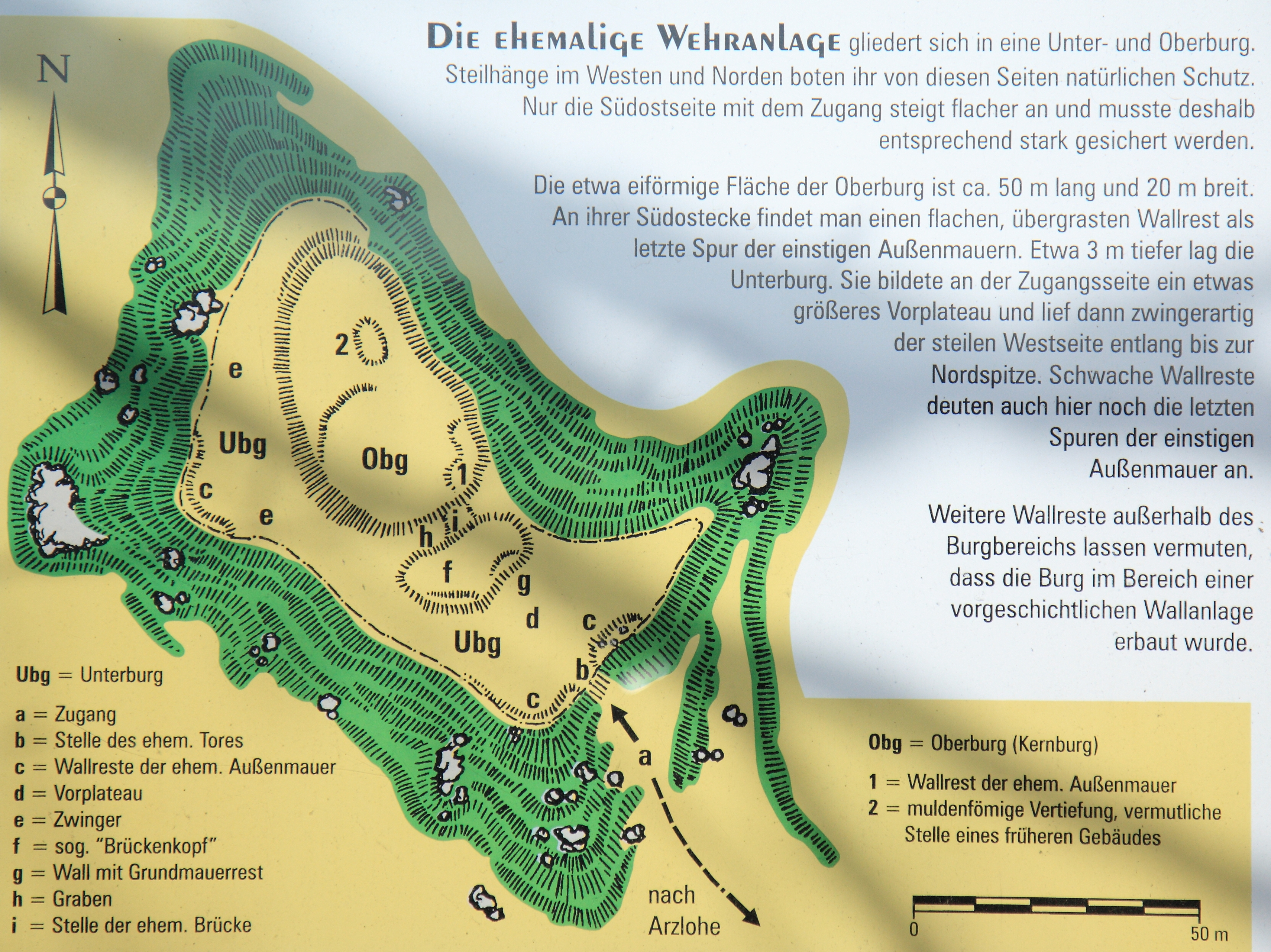
Übersichtsplan des Burgstalls Altes Haus

Das Gipfelplateau der Mühlkoppe bildet eine ebene und bewaldete rechteckige Fläche, die sich von Südost nach Nordwest erstreckt. 
Seine Nord-, West- und Ostseite fallen steil in die Bachtäler ab, nur die Südostseite geht mäßig abfallend in die Hochfläche der angrenzenden Berge über.
An der Südwestseite kann man noch deutlich einen Steinwall, den Rest der verstürzten Ringmauer, erkennen. Auch an der Westseite der abgegangenen Burganlage sieht man noch Wälle, die den Verlauf der Ringmauer zeigen.
Ein Graben vor der ehemaligen Ringmauer, der die Burg zusätzlich an der gefährdeten Südwestseite schützen konnte, ist nicht erkennbar.
Der ehemalige Zugang lag vermutlich ebenfalls an dieser Seite und war wahrscheinlich identisch mit dem heutigen Zugang. 
Die ehemalige Burganlage mit den Maßen 100 mal 55 Meter gliedert sich in eine Unter- und eine Oberburg. Die Unterburg zog sich sichelförmig von der Südseite über die Westseite bis zur Nordseite um die Oberburg. Im Norden war die Unterburg nur noch als Zwinger ausgeformt, im Süden und Westen war ihre Fläche größer, dort standen ehemals Gebäude, von denen aber nichts mehr zu erkennen ist.
Drei Meter über der Unterburg lag die ovale und ebene Fläche der Oberburg mit den Maßen 20 mal 50 Meter. Man gelangte zu ihr über eine wahrscheinlich als Brückenauflager benutzte kleinere felsige Erhebung, die durch einen Abschnittsgraben von der Fläche der Oberburg getrennt war. Der Graben war ca. zwanzig Meter lang, zwei Meter breit, und seine Sohle lag ca. zweieinhalb Meter unter der Oberfläche der Oberburg. Das als Brückenauflager dienende Plateau lag ca. eineinhalb Meter unter der Oberburg. Über dem Graben befand sich ehemals eine Brücke oder eine Zugbrücke. An der Südseite der Oberburg sieht man noch einen Wallrest, vielleicht war die Oberburg auch mit einer Ringmauer umgeben. In der nördlichen Hälfte der Oberburg befindet sich eine muldenförmige Vertiefung, eventuell der Rest eines Gebäudes. Das Plateau der Oberburg fällt nach Süden, Westen und Norden zur Unterburg um ca. drei Meter ab, an der Ostseite fällt sie steil bis ins Tal des Högenbaches ab.
Mauerreste der ehemaligen Bebauung sind obertägig nirgends mehr vorhanden.